# Ernst Himburg

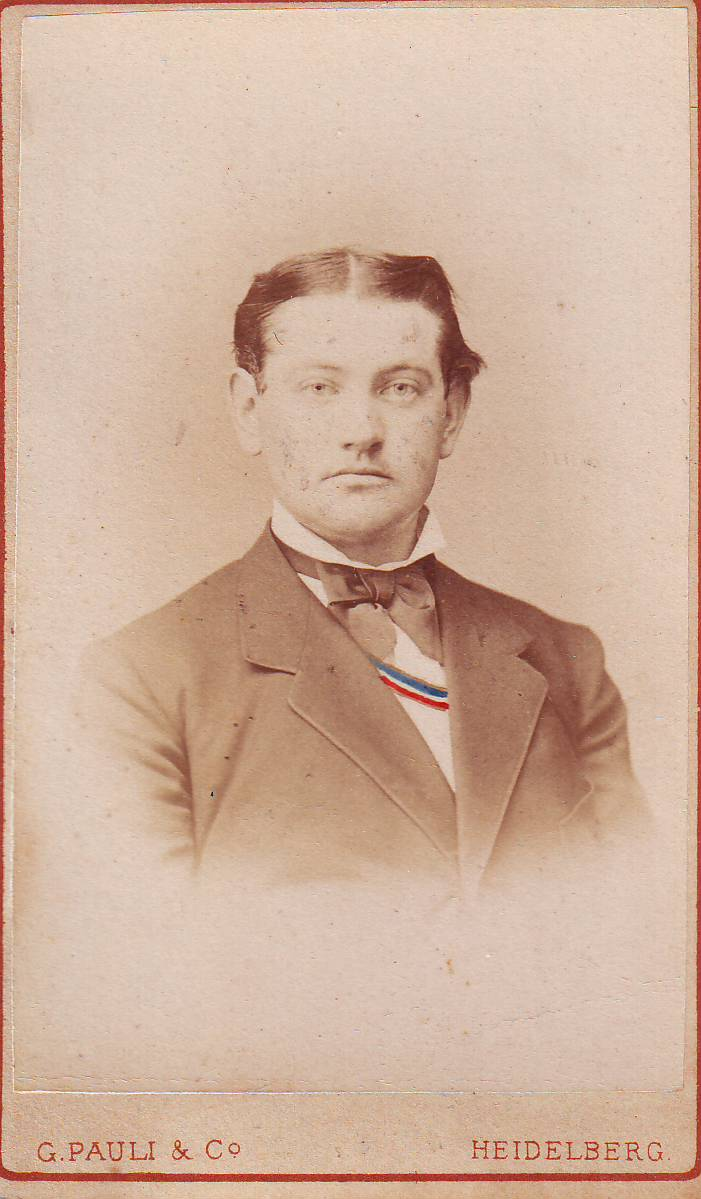
Ernst Himburg (1875)

Ernst Himburg (* 18. März 1851 in Hohengöhren, Provinz Sachsen; † 25. November 1919 auf Rosenhof, Landkreis Stendal) war ein deutscher Verwaltungsjurist und Politiker in Preußen.

## Leben
Himburg besuchte ab 1861 das Gymnasium in Stendal. Er studierte ab dem Wintersemester 1869/70 an der Ruprecht-Karls-Universität Heidelberg Rechtswissenschaft. 1870 wurde er im Corps Rhenania Heidelberg recipiert. Mit dem Westfälischen Dragoner-Regiment Nr. 7 zog er in den Deutsch-Französischen Krieg. Er setzte 1872 sein Studium an der Friedrich-Wilhelms-Universität Berlin fort. Im Vorbereitungsdienst kam er 1876 nach Genthin und später nach Magdeburg. Ab 1881 war er Gerichtsassessor in Magdeburg, Hildesheim, Stendal, Osnabrück und Jerichow. Er erhielt 1887 in Osterburg (Altmark) eine Anstellung als Amtsrichter und avancierte dort zum Amtsgerichtsrat. Daneben war er Rittergutsbesitzer auf Rosenhof und Käcklitz.
Vom 26. Oktober 1894 bis Januar 1907 saß er für den Wahlkreis Magdeburg 2 (Osterburg–Stendal) im Reichstag (Deutsches Kaiserreich). 1899–1907 vertrat er denselben Wahlbezirk im Preußischen Abgeordnetenhaus, in dem er sich der Fraktion der Deutschkonservativen Partei anschloss.